# Itaquitinga
Itaquitinga este un oraș în Pernambuco (PE), Brazilia.